# بيرغن إيفانز
بيرغن إيفانز (بالإنجليزية: Bergen Evans)‏ هو معجمي أمريكي، ولد في 19 سبتمبر 1904، وتوفي في 4 فبراير 1978.